# Austrodecus (Microdecus) fryi
Austrodecus (Microdecus) fryi is een zeespin uit de familie Austrodecidae. De soort behoort tot het geslacht Austrodecus. Austrodecus (Microdecus) fryi werd in 1994 voor het eerst wetenschappelijk beschreven door Child. 